# ハートマーク!
ハートマーク!は、エンターブレインの雑誌『マジキュー』にVol.25（2006年3月25日発売）より連載されていた読者参加企画（2006年11月25日発売のVol.33より休載）。画：篤見唯子・文芸：白根秀樹。

## ストーリー
鯨井女子高校では鯨井家の女子が代々、生徒会長を務めると言う創立以来の伝統が存在していた。ところが、前生徒会長・あこやの卒業に伴いこの伝統が途絶えてしまうことになった。
この事態に対し、理事長は「鯨井家の人間以外に生徒会長をさせる気は無い」と言い張り、市立高校に在学していた孫の鯨井勇魚を次の生徒会長に指名。そして、鯨井女子高校の一時的な共学校化を宣言したうえで勇魚を転校させたのであった。

## 登場人物
鯨井 勇魚（くじらい いさな）
主人公。市立高校に在学する普通の男子生徒だったが、祖父の強引な裁定により2年間だけ共学校となった鯨井高校へ転校させられ、生徒会長に就任する。
桃瀬 一花（ももせ いちか）
2年花組/執行委員長。前生徒会長・あこやに忠誠を誓っており勇魚に対して警戒心を顕わにする。
翠川 小桜（みどりかわ こざくら）
3年鳥組/厚生委員長。
茶木 のばら（さき - ）
3年花組/美化委員長。
泉水 かなりあ（いずみ - ）
2年鳥組/園芸委員長。帰国子女。
赤荻 凪（あかおぎ なぎ）
2年風組/体育委員長。
黄野瀬 風花（きのせ ふうか）
3年風組/文化委員長。
橙山 三日月（とうやま みかづき）
2年月組/風紀委員長。
灰島 朔（はいじま さく）
3年月組/図書委員長。
紫合 千鳥（ゆうだ ちどり）
1年鳥組/飼育委員長。
翠川 小桃（みどりかわ こもも）
1年花組/保健委員長。小桜の妹。
青羽 颯来（あおば そら）
1年風組/放送委員長。
青羽 かぐや（あおば - ）
1年月組/新聞委員長。
トリハロメタン博士（ - はかせ）
正体不明のマッドサイエンティスト。
スージィ
恐竜（？）。